# Plagithmysus blackburni
Plagithmysus blackburni là một loài bọ cánh cứng trong họ Cerambycidae.